# Nati nel 2005
| Questa pagina contiene informazioni ricavate automaticamente dalle voci biografiche con l'ausilio del template Bio e di un bot. L'aggiornamento è periodico e automatico e ricostruisce completamente la pagina. Se manca una persona in questa lista, sei pregato di non aggiungerla, ma accertati piuttosto che la sua voce biografica contenga il template Bio e che i dati anagrafici siano correttamente compilati. Se il template Bio manca, inseriscilo tu stesso o, in alternativa, metti l'avviso {{tmp\|Bio}} che ne segnala la mancanza. Se i dati riportati sono sbagliati, correggi direttamente la voce biografica; le modifiche saranno visibili in questa lista entro pochi giorni. Per chiarimenti vedi il progetto biografie. La lista contiene solo le 864 persone che sono citate nell'enciclopedia e per le quali è stato implementato correttamente il template Bio. Pagina aggiornata al 18 ago 2025. |

## Gennaio(101)
- 1º gennaio - Pauline Patz, slittinista tedesca
- 1º gennaio - Lola Radivojević, tennista serba
- 1º gennaio - Alzain Tareq, nuotatrice bahreinita
- 1º gennaio - Merve Tuncel, nuotatrice turca
- 2 gennaio - Nahuel Arias, calciatore argentino
- 2 gennaio - Robbie Lee, tuffatore britannico
- 2 gennaio - Lucas Quintana, calciatore paraguaiano
- 2 gennaio - Tekcham Abhishek Singh, calciatore indiano
- 3 gennaio - Alexéi Domínguez, calciatore messicano
- 3 gennaio - Medina Eisa, mezzofondista etiope
- 3 gennaio - Heriberto Jurado, calciatore messicano
- 3 gennaio - Melknat Wudu, mezzofondista etiope
- 4 gennaio - Rob Dillingham, cestista statunitense
- 4 gennaio - Dafne Keen, attrice spagnola
- 4 gennaio - Theofanīs Mpakoulas, calciatore greco
- 4 gennaio - Oscar Højlund, calciatore danese
- 5 gennaio - Jalal Abdullai, calciatore ghanese
- 5 gennaio - Noah Mbamba, calciatore belga
- 5 gennaio - Riccardo Villa, ginnasta italiano
- 7 gennaio - Felix Rösle, sciatore alpino tedesco
- 7 gennaio - Roos Vanotterdijk, nuotatrice belga
- 8 gennaio - Hugo Cuenca, calciatore paraguaiano
- 8 gennaio - Jake Daniels, calciatore inglese
- 8 gennaio - Torrie Lewis, velocista australiana
- 9 gennaio - Vadim Rakov, calciatore russo
- 11 gennaio - Teo Briones, attore statunitense
- 11 gennaio - Abdoul Karim Traoré, calciatore maliano
- 11 gennaio - Roksana Węgiel, cantante e attrice polacca
- 11 gennaio - Kevin Zeroli, calciatore italiano
- 12 gennaio - Roxy Dekker, cantante olandese
- 12 gennaio - Yarek Gasiorowski, calciatore spagnolo
- 12 gennaio - Federica Venturelli, ciclista su strada, pistard e ciclocrossista italiana
- 13 gennaio - Iker Bravo, calciatore spagnolo
- 13 gennaio - Damian Clara, hockeista su ghiaccio italiano
- 13 gennaio - Peng Qingyue, saltatrice con gli sci cinese
- 14 gennaio - Kim Yoo-bin, attrice sudcoreana
- 14 gennaio - Simoné Kruger, atleta paralimpica sudafricana
- 14 gennaio - Henry Pollock, rugbista a 15 inglese
- 15 gennaio - Bruno Caicedo, calciatore ecuadoriano
- 15 gennaio - Matthieu Epolo, calciatore belga
- 15 gennaio - Lucas Noubi, calciatore belga
- 16 gennaio - Dahbi Dube, mezzofondista etiope
- 16 gennaio - Eva Schatzer, calciatrice italiana
- 16 gennaio - Gabriel Bontempo, calciatore brasiliano
- 17 gennaio - Augusto Cambón, calciatore uruguaiano
- 17 gennaio - Peio Canales, calciatore spagnolo
- 18 gennaio - Faissal Al Mayzani, calciatore marocchino
- 18 gennaio - Luka Kapulica, calciatore croato
- 18 gennaio - Benedetta Pilato, nuotatrice italiana
- 18 gennaio - Candas Fiogbe, calciatore beninese
- 19 gennaio - Bianca Bustamante, pilota automobilistica filippina
- 19 gennaio - Tristan Degreef, calciatore belga
- 19 gennaio - Danila Kozlov, calciatore russo
- 19 gennaio - Jamie Perkins, nuotatrice australiana
- 19 gennaio - Nicholas Pozo, calciatore gibilterriano
- 20 gennaio - Ermias Girma, mezzofondista etiope
- 20 gennaio - Enso González, calciatore paraguaiano
- 20 gennaio - Emily Wörle, sciatrice alpina tedesca
- 21 gennaio - Trévis Dago, calciatore francese
- 21 gennaio - Lukas Krauss, sciatore alpino tedesco
- 21 gennaio - Elisa Pizzini, tuffatrice italiana
- 21 gennaio - Diego Porcel, calciatore argentino
- 21 gennaio - Jorne Spileers, calciatore belga
- 21 gennaio - IShowSpeed, youtuber statunitense
- 22 gennaio - Merel Maes, altista belga
- 22 gennaio - Marcos Peña Ocaña, calciatore spagnolo
- 23 gennaio - Rosen Božinov, calciatore bulgaro
- 23 gennaio - Alen Hriberšek, sciatore alpino sloveno
- 23 gennaio - Pascal Klemens, calciatore tedesco
- 24 gennaio - Sembo Almayew, siepista etiope
- 24 gennaio - Karmen Bruus, altista estone
- 24 gennaio - Cihan Çanak, calciatore turco
- 25 gennaio - Valdemar Andreasen, calciatore danese
- 25 gennaio - Brandon Oviedo, calciatore argentino
- 25 gennaio - Milán Pető, calciatore ungherese
- 25 gennaio - Julian Rijkhoff, calciatore olandese
- 25 gennaio - Kasper Davidsen, calciatore danese
- 25 gennaio - Rodrigo Teliz, calciatore uruguaiano
- 25 gennaio - Dawid Tkacz, calciatore polacco
- 25 gennaio - Avantika Vandanapu, attrice statunitense
- 26 gennaio - Kyriani Sabbe, calciatore belga
- 27 gennaio - Milciades Adorno, calciatore paraguaiano
- 27 gennaio - Tyler Bindon, calciatore neozelandese
- 27 gennaio - Nam Su-hyeon, arciera sudcoreana
- 27 gennaio - Bradley Nkoana, velocista sudafricano
- 28 gennaio - Tomas Galvez, calciatore finlandese
- 28 gennaio - Anastasia Kusmawan, nuotatrice artistica australiana
- 28 gennaio - Vivaldo Semedo, calciatore portoghese
- 29 gennaio - Stijn Bultman, calciatore olandese
- 29 gennaio - Sofia Isella, cantautrice statunitense
- 29 gennaio - Villads Nielsen, calciatore danese
- 30 gennaio - Omar Moreno, calciatore messicano
- 30 gennaio - Santiago Sosa, calciatore argentino
- 30 gennaio - Hashim ibn 'Abd Allah, principe giordano
- 31 gennaio - Rasmus Bakkevig, sciatore alpino norvegese
- 31 gennaio - Rafel Bauzà, calciatore spagnolo
- 31 gennaio - Dawid Drachal, calciatore polacco
- 31 gennaio - Rodrigo Hernández Álvez, calciatore uruguaiano
- 31 gennaio - Kevin Martins, calciatore italiano
- 31 gennaio - Jaime Peralta, calciatore colombiano
- 31 gennaio - Momodou Sonko, calciatore svedese

## Febbraio(94)
- 1º febbraio - Matías Argüello, calciatore paraguaiano
- 1º febbraio - Konnor McClain, ginnasta statunitense
- 1º febbraio - Arthur Piedfort, calciatore belga
- 1º febbraio - Lautaro Vargas, calciatore argentino
- 1º febbraio - Adam Yakubu, calciatore nigeriano
- 2 febbraio - Issiaga Camara, calciatore guineano
- 2 febbraio - Shang Juncheng, tennista cinese
- 2 febbraio - Ayanda Sishuba, calciatore belga
- 2 febbraio - Fabio Torsiello, calciatore tedesco
- 3 febbraio - Matias Fernandez-Pardo, calciatore spagnolo
- 3 febbraio - Joaquín Lavega, calciatore uruguaiano
- 3 febbraio - Simo, calciatore spagnolo
- 3 febbraio - Marloes Steenbeek, nuotatrice artistica olandese
- 4 febbraio - Skye Blakely, ginnasta statunitense
- 4 febbraio - Zidan Sertdemir, calciatore danese
- 4 febbraio - Gustav Wissting, sciatore alpino svedese
- 5 febbraio - Mouhamed Faye, cestista senegalese
- 5 febbraio - Emmanuel Uchegbu, calciatore nigeriano
- 6 febbraio - Théo Chennahi, calciatore francese
- 6 febbraio - Rudy Muñoz, calciatore guatemalteco
- 6 febbraio - Zak O'Sullivan, pilota automobilistico britannico
- 6 febbraio - Yūto Ozeki, calciatore giapponese
- 7 febbraio - Bobby Clark, calciatore inglese
- 7 febbraio - Mattia Furlani, lunghista e ex altista italiano
- 7 febbraio - Ilya Kharun, nuotatore canadese
- 7 febbraio - Arthur Vermeeren, calciatore belga
- 8 febbraio - Wallace Yan, calciatore brasiliano
- 9 febbraio - Gerónimo Heredia, calciatore argentino
- 9 febbraio - Mike Kleijn, calciatore olandese
- 9 febbraio - Christian Mansell, pilota automobilistico australiano
- 9 febbraio - Romario Torrez, calciatore cubano
- 9 febbraio - Sacha Velly, nuotatore francese
- 10 febbraio - Gabriel Aguayo, calciatore paraguaiano
- 10 febbraio - Borja Gómez, pilota motociclistico spagnolo († 2025)
- 10 febbraio - Ishmael Kipkurui, mezzofondista keniota
- 10 febbraio - Mauricio Roldán, calciatore argentino
- 12 febbraio - David Watson, calciatore scozzese
- 13 febbraio - Silvio López, calciatore uruguaiano
- 14 febbraio - Jaden Eikermann, tuffatore tedesco
- 14 febbraio - Valentim Sousa, calciatore portoghese
- 14 febbraio - Sergio Palacios, calciatore colombiano
- 14 febbraio - Ella Seidel, tennista tedesca
- 15 febbraio - Cyprian Kachwele, calciatore tanzaniano
- 15 febbraio - Precious Molepo, velocista sudafricana
- 15 febbraio - Dženan Pejčinović, calciatore tedesco
- 16 febbraio - Ezechiel Banzuzi, calciatore olandese
- 16 febbraio - Eliesse Ben Seghir, calciatore marocchino
- 16 febbraio - Nathan Fernandes, calciatore brasiliano
- 16 febbraio - Francisco Costa, pallamanista portoghese
- 16 febbraio - Rúben Prey, cestista portoghese
- 16 febbraio - Julio Soler, calciatore paraguaiano
- 17 febbraio - Jeanuël Belocian, calciatore francese
- 17 febbraio - Pau Cabanes, calciatore spagnolo
- 17 febbraio - Mahamadou Diawara, calciatore francese
- 17 febbraio - Santiago Hidalgo, calciatore argentino
- 17 febbraio - Anastasija Ljaško, pallavolista russa
- 17 febbraio - Asen Mitkov, calciatore bulgaro
- 18 febbraio - Audrey Lamothe, nuotatrice artistica canadese
- 18 febbraio - Lisa Seebacher, sciatrice alpina tedesca
- 19 febbraio - June Brand, ex sciatrice alpina francese
- 19 febbraio - Alma Deutscher, compositrice, pianista e violinista britannica
- 19 febbraio - Collin Veijer, pilota motociclistico olandese
- 20 febbraio - Breno Bidon, calciatore brasiliano
- 20 febbraio - Pietro Comuzzo, calciatore italiano
- 20 febbraio - Joel Godoy, calciatore argentino
- 20 febbraio - Dania Nugroho, giocatrice di badminton australiana
- 21 febbraio - Sydney Barros, ginnasta statunitense
- 21 febbraio - Hong Hwa-ri, attrice sudcoreana
- 21 febbraio - Milan Majstorović, calciatore serbo
- 22 febbraio - Federico Acosta, calciatore uruguaiano
- 22 febbraio - Linda Caicedo, calciatrice colombiana
- 22 febbraio - Nathan Fraser, calciatore irlandese
- 22 febbraio - Steve Ngoura, calciatore francese
- 22 febbraio - Tervel Zamfirov, snowboarder bulgaro
- 23 febbraio - Oluwaseun Adewumi, calciatore austriaco
- 23 febbraio - Félix Bossuet, attore francese
- 23 febbraio - Carlo Tamburini, pilota automobilistico italiano
- 23 febbraio - Yassir Zabiri, calciatore marocchino
- 24 febbraio - Lucie Calba, calciatrice francese
- 24 febbraio - Martina D'Antiochia, scrittrice, cantante e attrice spagnola
- 24 febbraio - Fabijan Krivak, calciatore croato
- 24 febbraio - Ármin Pécsi, calciatore ungherese
- 25 febbraio - Ksenija Bajlo, tuffatrice ucraina
- 25 febbraio - Thijmen Blokzijl, calciatore olandese
- 25 febbraio - Cadence Brace, tennista canadese
- 25 febbraio - Noah Jupe, attore britannico
- 25 febbraio - Arda Güler, calciatore turco
- 25 febbraio - Camille Robillard, calciatrice francese
- 25 febbraio - Hunter Salani, sciatore alpino statunitense
- 25 febbraio - Jason van Duiven, calciatore olandese
- 27 febbraio - Sofiane Ikene, calciatore lussemburghese
- 28 febbraio - Veronica Mandriota, ginnasta italiana
- 28 febbraio - Luis Moreno, calciatore ecuadoriano
- 28 febbraio - Vitor Roque, calciatore brasiliano

## Marzo(94)
- 1º marzo - Amina Elfeky, nuotatrice artistica egiziana
- 1º marzo - Emile Hafashimana, mezzofondista burundese
- 1º marzo - Loris Lenzlinger, giocatore di football americano svizzero
- 1º marzo - Igor Serrote, calciatore brasiliano
- 2 marzo - Benjamin Cremaschi, calciatore statunitense
- 2 marzo - Leonie Raich, sciatrice alpina austriaca
- 2 marzo - Salma Solaun, ginnasta spagnola
- 3 marzo - Marco Palestra, calciatore italiano
- 3 marzo - Marin Prekodravac, calciatore croato
- 5 marzo - Matheus Alves, calciatore brasiliano
- 5 marzo - Valentín Carboni, calciatore argentino
- 5 marzo - Wesley Gassova, calciatore brasiliano
- 5 marzo - Obed Vargas, calciatore messicano
- 5 marzo - Hamza el Dahri, calciatore olandese
- 6 marzo - Tim Drexler, calciatore tedesco
- 7 marzo - Cian Shields, pilota automobilistico britannico
- 7 marzo - Jair Cunha, calciatore brasiliano
- 8 marzo - Hugo Buyla, calciatore equatoguineano
- 8 marzo - Trentyn Flowers, cestista statunitense
- 8 marzo - Filippo Mané, calciatore italiano
- 8 marzo - Emiliano Ramos, calciatore cileno
- 9 marzo - Elisabeth Bocock, sciatrice alpina statunitense
- 9 marzo - Malcolm Jeng, calciatore svedese
- 9 marzo - Elliot Stroud, calciatore svedese
- 10 marzo - Wubrist Aschal, mezzofondista etiope
- 10 marzo - Esmir Bajraktarević, calciatore bosniaco
- 10 marzo - Dmytro Hodja, calciatore ucraino
- 10 marzo - Anastasiia Metelkina, pattinatrice artistica su ghiaccio russa
- 11 marzo - Brooklyn Raines, calciatore statunitense
- 11 marzo - Guillaume Restes, calciatore francese
- 12 marzo - Steven Guerra, calciatore salvadoregno
- 12 marzo - Ludovica Tumeo, cestista italiana
- 13 marzo - Lucie Havlíčková, tennista ceca
- 14 marzo - Dário Essugo, calciatore portoghese
- 14 marzo - Sam Vermaat, snowboarder olandese
- 15 marzo - Stefan Džodić, calciatore serbo
- 15 marzo - Rodri Mendoza, calciatore spagnolo
- 15 marzo - Nika Prevc, saltatrice con gli sci slovena
- 15 marzo - Toby Roberts, arrampicatore britannico
- 15 marzo - Matías Rosales, calciatore argentino
- 15 marzo - Carlotta Zanardi, cestista italiana
- 16 marzo - Amy Ackerman, giocatrice di badminton sudafricana
- 16 marzo - Silvano Vos, calciatore olandese
- 16 marzo - Zé Guilherme, calciatore brasiliano
- 17 marzo - Juan Francisco Rossel, calciatore cileno
- 17 marzo - Nelson Weiper, calciatore tedesco
- 17 marzo - Leandro Viana da Silva Gama, calciatore brasiliano
- 18 marzo - Beatrice Andina, nuotatrice artistica italiana
- 18 marzo - Lukas Kelly-Heald, calciatore neozelandese
- 19 marzo - Afonso Moreira, calciatore portoghese
- 20 marzo - Gabriele Minì, pilota automobilistico italiano
- 20 marzo - Cameron Spalding, snowboarder canadese
- 21 marzo - Kayla Cross, tennista canadese
- 21 marzo - Aiman Dardari, calciatore lussemburghese
- 21 marzo - Kazper Karlsson, calciatore svedese
- 21 marzo - Calixte Ligue, calciatore svizzero
- 21 marzo - Elizabeth Ndudi, lunghista irlandese
- 21 marzo - Nico O'Reilly, calciatore inglese
- 22 marzo - Liam Bozzetto, hockeista su pista italiano
- 22 marzo - Ignacio Perruzzi, calciatore argentino
- 22 marzo - Aydin Suleymanli, scacchista azero
- 23 marzo - Džamalutdin Abdulkadyrov, calciatore russo
- 23 marzo - Magdalena Matschina, slittinista tedesca
- 23 marzo - Filip Sidklev, calciatore svedese
- 24 marzo - Facinet Conte, calciatore guineano
- 24 marzo - Axel Gueguin, calciatore francese
- 25 marzo - Claudia Chessari, cestista italiana
- 25 marzo - Ella Onojuvwevwo, velocista nigeriana
- 25 marzo - Juho Talvitie, calciatore finlandese
- 25 marzo - Diego Villalobos Carrillo, nuotatore artistico messicano
- 25 marzo - Luck Zogbé, calciatore francese
- 26 marzo - Ella Anderson, attrice, cantante e modella statunitense
- 26 marzo - Guilmar Centella, calciatore boliviano
- 26 marzo - Anas Haj Mohamed, calciatore tunisino
- 26 marzo - Saël Kumbedi, calciatore francese
- 26 marzo - Dimitris Rallis, calciatore greco
- 26 marzo - Kento Shiogai, calciatore giapponese
- 28 marzo - Alperen Berber, lottatore turco
- 28 marzo - Xavier Biscayzacú, calciatore messicano
- 28 marzo - Tate Frantz, saltatore con gli sci e ex combinatista nordico statunitense
- 28 marzo - Damián Pizarro, calciatore cileno
- 28 marzo - Ibou Sané, calciatore senegalese
- 28 marzo - Joaquin Seys, calciatore belga
- 28 marzo - João Costa, calciatore brasiliano
- 29 marzo - Junior Ndiaye, calciatore francese
- 29 marzo - Il'ja Rožkov, calciatore russo
- 29 marzo - Nils Zätterström, calciatore svedese
- 30 marzo - Santiago Fernández, calciatore argentino
- 30 marzo - Lautaro López, calciatore argentino
- 31 marzo - Reed Baker-Whiting, calciatore statunitense
- 31 marzo - Dong Zhihao, nuotatore cinese
- 31 marzo - Malick Fofana, calciatore belga
- 31 marzo - Adam Forrester, calciatore scozzese
- 31 marzo - Theodor Storm, pistard e ciclista su strada danese

## Aprile(73)
- 1º aprile - Axel Frugone, calciatore uruguaiano
- 1º aprile - Valentino Guseli, snowboarder australiano
- 2 aprile - Sofia Costoulas, tennista belga
- 2 aprile - Adrián Liso, calciatore spagnolo
- 2 aprile - Omer Suljanović, cestista austriaco
- 2 aprile - Mariella Viale, schermitrice italiana
- 3 aprile - Diego Catasus, calciatore cubano
- 3 aprile - Chen Meiting, sciatrice freestyle cinese
- 3 aprile - Antoni Milambo, calciatore olandese
- 4 aprile - Filippo Farioli, pilota motociclistico italiano
- 4 aprile - Dino Kojić, calciatore sloveno
- 5 aprile - Fermín Aldeguer, pilota motociclistico spagnolo
- 5 aprile - Noel Buck, calciatore statunitense
- 5 aprile - Arkaitz Mariezkurrena, calciatore spagnolo
- 5 aprile - Guillermo Oroño, calciatore uruguaiano
- 6 aprile - Isaac Babadi, calciatore olandese
- 6 aprile - Fadilah Shamika Mohamed Rafi, giocatrice di badminton ugandese
- 6 aprile - Ludovica Sammartino, cestista italiana
- 7 aprile - Conrad Harder, calciatore danese
- 8 aprile - Zaccharie Risacher, cestista francese
- 8 aprile - Tiago Souza de Jesus Carvalho, calciatore brasiliano
- 9 aprile - Aleix Aubert Serracanta, sciatore alpino spagnolo
- 9 aprile - Filip Mielke, calciatore slovacco
- 9 aprile - Sakurako Uchida, nuotatrice artistica giapponese
- 9 aprile - Nahuel da Silva, calciatore uruguaiano
- 10 aprile - Franco Casuriaga, calciatore uruguaiano
- 10 aprile - Facundo González, calciatore uruguaiano
- 10 aprile - Isra Yuksel, nuotatrice artistica turca
- 11 aprile - Jack Hinshelwood, calciatore inglese
- 11 aprile - Beyatt Lekoueiry, calciatore mauritano
- 12 aprile - Claudia Hollingsworth, mezzofondista australiana
- 13 aprile - Kervin Andrade, calciatore venezuelano
- 13 aprile - Juan Bosca, calciatore uruguaiano
- 13 aprile - Robert Vinícius Rodrigues Silva, calciatore brasiliano
- 14 aprile - Dean Huijsen, calciatore olandese
- 14 aprile - Sebastián Montoya, pilota automobilistico colombiano
- 15 aprile - João Marcelo, calciatore brasiliano
- 15 aprile - Su Burcu Yazgı Coşkun, attrice turca
- 16 aprile - Lee Hae-in, pattinatrice artistica su ghiaccio sudcoreana
- 17 aprile - Niels Laros, mezzofondista olandese
- 17 aprile - Antonio Nusa, calciatore norvegese
- 17 aprile - Alexa Sulyán, velocista ungherese
- 17 aprile - Dehmaine Tabibou, calciatore francese
- 18 aprile - Christian Mawissa Elebi, calciatore francese
- 18 aprile - Lin Shidong, tennistavolista cinese
- 18 aprile - Rocco Vata, calciatore irlandese
- 19 aprile - Kobbie Mainoo, calciatore inglese
- 19 aprile - João Pedro, calciatore brasiliano
- 21 aprile - Maria Bofill Strub, nuotatrice artistica spagnola
- 22 aprile - Abdoul Koné, calciatore francese
- 24 aprile - Montader Madjed, calciatore iracheno
- 24 aprile - Muhammadali O‘rinboev, calciatore uzbeko
- 24 aprile - Basil Tuma, calciatore maltese
- 24 aprile - Néiser Villarreal, calciatore colombiano
- 25 aprile - Filip Luberecki, calciatore polacco
- 25 aprile - Pau Navarro, calciatore spagnolo
- 25 aprile - Guilherme Luiz, calciatore brasiliano
- 25 aprile - Wojciech Urbański, calciatore polacco
- 26 aprile - Enrique Almeida, calciatore uruguaiano
- 26 aprile - Alexandre Sarr, cestista francese
- 27 aprile - Daniel Holgado, pilota motociclistico spagnolo
- 27 aprile - Arch Manning, giocatore di football americano statunitense
- 27 aprile - Mathys Tel, calciatore francese
- 28 aprile - Rodrigo Ribeiro, calciatore portoghese
- 28 aprile - Désirée Spinelli, rugbista a 15 italiana
- 29 aprile - Barbara Aigner, sciatrice alpina austriaca
- 29 aprile - Johannes Aigner, sciatore alpino austriaco
- 29 aprile - Aaron Anselmino, calciatore argentino
- 29 aprile - Diego Arroyo, calciatore boliviano
- 29 aprile - Anna Bardaro, pallavolista italiana
- 29 aprile - Dipangkorn Rasmijoti, principe e militare thailandese
- 29 aprile - Shahadi Wright Joseph, attrice statunitense
- 30 aprile - Matteo Rossi, schermidore italiano

## Maggio(85)
- 1º maggio - Mone Chiba, pattinatrice artistica su ghiaccio giapponese
- 1º maggio - Linda Fruhvirtová, tennista ceca
- 1º maggio - Ruairi McConville, calciatore nordirlandese
- 2 maggio - Lucas Agazzi, calciatore uruguaiano
- 2 maggio - Nishesh Basavareddy, tennista statunitense
- 2 maggio - Jak Crawford, pilota automobilistico statunitense
- 2 maggio - Jan-Carlo Simić, calciatore tedesco
- 3 maggio - Maxwell Jenkins, attore statunitense
- 3 maggio - Ruan Pereira Duarte, calciatore brasiliano
- 4 maggio - Nicolás Campos, calciatore uruguaiano
- 4 maggio - Yaktak, cantante ucraino
- 4 maggio - Sue Piller, sciatrice alpina svizzera
- 4 maggio - Gloria Slišković, calciatrice bosniaca
- 4 maggio - Kenan Yıldız, calciatore tedesco
- 5 maggio - Rafael Câmara, pilota automobilistico brasiliano
- 5 maggio - Oskar Boesen, calciatore danese
- 6 maggio - Momoh Kamara, calciatore sierraleonese
- 6 maggio - Krisztián Lisztes, calciatore ungherese
- 6 maggio - David Ozoh, calciatore inglese
- 7 maggio - Jean-Mattéo Bahoya, calciatore francese
- 7 maggio - Momoko Tanikawa, calciatrice giapponese
- 7 maggio - Anastasija Šmonina, nuotatrice artistica ucraina
- 8 maggio - Oliver Bearman, pilota automobilistico britannico
- 8 maggio - Emmanuel Biumla, calciatore francese
- 8 maggio - Jiang Yutong, sincronetta cinese
- 8 maggio - Álex Jiménez, calciatore spagnolo
- 8 maggio - Eliezer Mayenda, calciatore spagnolo
- 8 maggio - Mirella, cantautrice e ballerina finlandese
- 8 maggio - Lucciana Pérez Alarcón, tennista peruviana
- 8 maggio - Lovro Zvonarek, calciatore croato
- 9 maggio - Chemsdine Talbi, calciatore marocchino
- 10 maggio - Taha Ayari, calciatore svedese
- 10 maggio - Kobe Corbanie, calciatore belga
- 10 maggio - Oh Ye-jin, tiratrice a segno sudcoreana
- 11 maggio - Matthias Fernsebner, sciatore alpino austriaco
- 11 maggio - Feta Fetai, calciatore macedone
- 11 maggio - Reda Laalaoui, calciatore marocchino
- 11 maggio - Daria Trofimova, nuotatrice russa
- 11 maggio - Hunter Yeany, pilota automobilistico statunitense
- 11 maggio - Artur Šach, calciatore ucraino
- 12 maggio - Viktorija Listunova, ginnasta russa
- 12 maggio - Meseret Yeshaneh, mezzofondista e ostacolista etiope
- 13 maggio - Noam Ben Harush, calciatore israeliano
- 13 maggio - Luca Carrick-Smith, sciatore alpino britannico
- 13 maggio - Romain Esse, calciatore inglese
- 13 maggio - August Ljungberg, calciatore svedese
- 14 maggio - Ilyes Housni, calciatore marocchino
- 14 maggio - Amadou Koné, calciatore ivoriano
- 14 maggio - Alieu Njie, calciatore svedese
- 16 maggio - El Chadaille Bitshiabu, calciatore francese
- 16 maggio - Lee Woo-jin, pallavolista sudcoreano
- 17 maggio - Gregorio Bertocco, pilota automobilistico italiano
- 17 maggio - Miodrag Pivaš, calciatore serbo
- 17 maggio - Valentina Savva, martellista cipriota
- 18 maggio - Matteo Galassi, schermidore italiano
- 18 maggio - Luca Lipani, calciatore italiano
- 18 maggio - Alexandria Villaseñor, attivista statunitense
- 19 maggio - Elis Bishesari, calciatore svedese
- 20 maggio - Alejandra Estudillo, tuffatrice messicana
- 20 maggio - Engla Nilsson, altista svedese
- 22 maggio - Isabella Holmgren, ciclista su strada, ciclocrossista e mountain biker canadese
- 23 maggio - Alex Eala, tennista filippina
- 23 maggio - Chung Nguyen Do, calciatore bulgaro
- 24 maggio - Agustín Juárez, calciatore argentino
- 24 maggio - Estelle Martin, sciatrice alpina canadese
- 24 maggio - Birtukan Molla, mezzofondista etiope
- 24 maggio - Diego Rodrigues, calciatore portoghese
- 25 maggio - Erico Cuello, calciatore uruguaiano
- 25 maggio - Il'ja Iškov, calciatore russo
- 25 maggio - Tiemoko Ouattara, calciatore svizzero
- 25 maggio - Bella Sims, nuotatrice statunitense
- 26 maggio - Abdoul Kader Ouattara, calciatore burkinabé
- 26 maggio - Drita Ziri, modella albanese
- 27 maggio - Tiago Caballero, calciatore paraguaiano
- 27 maggio - Enzo Monteiro, calciatore boliviano
- 28 maggio - Edicson Tamiche, calciatore venezuelano
- 28 maggio - Bram van Driel, calciatore olandese
- 29 maggio - Francisco Chissumba, calciatore portoghese
- 29 maggio - Nino Marcelli, calciatore slovacco
- 30 maggio - Anna Haarup Munch, attrice danese
- 30 maggio - Ahmed Jaouadi, nuotatore tunisino
- 30 maggio - Taras Mychavko, calciatore ucraino
- 30 maggio - Juan Rodríguez, calciatore uruguaiano
- 30 maggio - Shi Han, tennista cinese
- 31 maggio - Sara Stokić, calciatrice serba

## Giugno(74)
- 1º giugno - Matteo Valli Casadei, calciatore sammarinese
- 1º giugno - Salma Marei, nuotatrice artistica egiziana
- 1º giugno - Pogány Induló, rapper ungherese
- 2 giugno - Iker Fimbres, calciatore messicano
- 2 giugno - Simona Villella, ginnasta italiana
- 3 giugno - Elián Caicedo, calciatore ecuadoriano
- 3 giugno - Désiré Doué, calciatore francese
- 3 giugno - Newerton, calciatore brasiliano
- 4 giugno - Dylan Aquino, calciatore argentino
- 5 giugno - Fabio Chiarodia, calciatore italiano
- 5 giugno - Agustín Ladstatter, calciatore argentino
- 5 giugno - Flynn Zareb Southam, nuotatore australiano
- 5 giugno - Jan Ziółkowski, calciatore polacco
- 5 giugno - Deivid Washington, calciatore brasiliano
- 6 giugno - Gustavo Prado, calciatore brasiliano
- 7 giugno - Izan Almansa, cestista spagnolo
- 7 giugno - Vijaleta Bardziloŭskaja, ginnasta bielorussa
- 7 giugno - Ashley Erasmus, pesista e discobola sudafricana
- 7 giugno - Mika Godts, calciatore belga
- 7 giugno - Zoe Gray, sciatrice alpina canadese
- 7 giugno - Joel Roca, calciatore spagnolo
- 8 giugno - Kao Miura, pattinatore artistico su ghiaccio giapponese
- 9 giugno - Senna Agius, pilota motociclistico australiano
- 9 giugno - Aleksej Batrakov, calciatore russo
- 10 giugno - Ronny Borja, calciatore ecuadoriano
- 10 giugno - Collin Murray-Boyles, cestista statunitense
- 11 giugno - Leandro Josué Rodríguez Santaella, calciatore venezuelano
- 12 giugno - Han Woo-jin, goista sudcoreano
- 12 giugno - Jelyzaveta Lymar, nuotatrice artistica ucraina
- 13 giugno - Pepe Martí, pilota automobilistico spagnolo
- 13 giugno - Embyr-Lee Susko, slittinista canadese
- 14 giugno - Lucas Giovannetti, cestista argentino
- 14 giugno - Marco Ribeiro, calciatore portoghese
- 14 giugno - Rareș Pop, calciatore rumeno
- 14 giugno - Nicko Sensoli, calciatore sammarinese
- 14 giugno - Alva Thors, combinatista nordica finlandese
- 14 giugno - Tamara Smart, attrice inglese
- 14 giugno - Zhang Wanyi, nuotatrice artistica cinese
- 16 giugno - Santiago Cuiza, calciatore boliviano
- 16 giugno - Milton Delgado, calciatore argentino
- 16 giugno - Hakim Sahabo, calciatore ruandese
- 17 giugno - Fūna Nakayama, skater giapponese
- 18 giugno - Signe Gaupset, calciatrice norvegese
- 18 giugno - Giulia Vernice, nuotatrice artistica italiana
- 18 giugno - Nathan Zézé, calciatore francese
- 19 giugno - Noah Adedeji-Sternberg, calciatore belga
- 19 giugno - Niko Tsakiris, calciatore statunitense
- 20 giugno - Clinton Duodu, calciatore ghanese
- 20 giugno - João Rego, calciatore portoghese
- 21 giugno - Royner Benítez, calciatore colombiano
- 22 giugno - Kenan Bilalović, calciatore svedese
- 22 giugno - Facundo Di Biasi, calciatore argentino
- 22 giugno - Sasha Gatt, nuotatrice maltese
- 22 giugno - Lucas Michal, calciatore francese
- 23 giugno - Beknaz Almazbekov, calciatore kirghiso
- 23 giugno - Romualdas Jansonas, calciatore lituano
- 23 giugno - Jan Paluska, calciatore ceco
- 23 giugno - Bobby Wales, calciatore scozzese
- 24 giugno - Arthur Heude, sciatore alpino francese
- 24 giugno - Viktorie Ondrová, astista ceca
- 25 giugno - Ayman Aiki, calciatore francese
- 25 giugno - Kylie Cantrall, attrice e cantante statunitense
- 25 giugno - Céline Naef, tennista svizzera
- 26 giugno - Alexia dei Paesi Bassi, principessa olandese
- 26 giugno - Ashley Phillips, calciatore inglese
- 26 giugno - Yang Hansen, cestista cinese
- 26 giugno - Tomás Cruz, calciatore lussemburghese
- 28 giugno - Tom Bischof, calciatore tedesco
- 28 giugno - Bailey Brandtman, calciatore australiano
- 28 giugno - Francesco Pio Esposito, calciatore italiano
- 28 giugno - Mahamadou Nagida, calciatore camerunese
- 29 giugno - Stanis Idumbo, calciatore belga
- 29 giugno - Elkin Muñoz, calciatore ecuadoriano
- 30 giugno - Gabriel Sigua, calciatore georgiano

## Luglio(72)
- 1º luglio - Tommaso Guercio, calciatore polacco
- 3 luglio - María Sánchez, tuffatrice messicana
- 3 luglio - Moritz Zudrell, sciatore alpino austriaco
- 4 luglio - Luka Vrbančić, calciatore croato
- 5 luglio - Sombr, cantante, paroliere e produttore discografico statunitense
- 5 luglio - Skylar Sheppard, sciatrice alpina statunitense
- 6 luglio - Yaël Nandjou, calciatore francese
- 6 luglio - Sofia Thøgersen, mezzofondista e ostacolista danese
- 7 luglio - Sebastian Espen Bengston, sciatore alpino norvegese
- 7 luglio - Cosimo Bertini, schermidore italiano
- 7 luglio - Ron Holland, cestista statunitense
- 7 luglio - Hisatsugu Ishii, calciatore giapponese
- 8 luglio - Kim Ji-young, attrice sudcoreana
- 8 luglio - Michail Ščetinin, calciatore russo
- 9 luglio - Juliette Mossard, calciatrice francese
- 9 luglio - Serge Ngoma, calciatore statunitense
- 9 luglio - Moussa Soumano, calciatore francese
- 9 luglio - Trần Thị Nhi Yến, velocista vietnamita
- 10 luglio - Tate Johnson, calciatore statunitense
- 11 luglio - Jovan Mijatović, calciatore serbo
- 11 luglio - Emran Soglo, calciatore inglese
- 12 luglio - Taiyō Furusato, pilota motociclistico giapponese
- 12 luglio - Lurdes Gloria Manuel, velocista ceca
- 12 luglio - Bogoljub Marković, cestista serbo
- 13 luglio - Kyle Harrison Breitkopf, attore canadese
- 13 luglio - Jérémy Jacquet, calciatore francese
- 13 luglio - Mory Keïta, calciatore guineano
- 13 luglio - Wilfried Ndollo Bille, calciatore camerunese
- 15 luglio - Adrian Blake, calciatore inglese
- 15 luglio - Shandre Campbell, calciatore sudafricano
- 15 luglio - Diogo Fevereiro, pallavolista portoghese
- 16 luglio - Alexandra Naclerio, ginnasta italiana
- 17 luglio - Connor Bedard, hockeista su ghiaccio canadese
- 17 luglio - Theoz, cantante e attore svedese
- 17 luglio - Mert Kömür, calciatore tedesco
- 18 luglio - Keyvan Beaumont, calciatore francese
- 18 luglio - Jillian Cox, nuotatrice statunitense
- 18 luglio - Gabriel Misehouy, calciatore olandese
- 18 luglio - Lorenzo Previtali, pattinatore di short track italiano
- 19 luglio - Mauricio Amaro, calciatore uruguaiano
- 19 luglio - Hiroto Ogiwara, snowboarder giapponese
- 19 luglio - Emanuel Poku, calciatore olandese
- 20 luglio - Noah Cobb, calciatore statunitense
- 20 luglio - Jana Fritz, sciatrice alpina tedesca
- 20 luglio - Michael Opoku, calciatore danese
- 21 luglio - Bub Carrington, cestista statunitense
- 21 luglio - Pierce Charles, calciatore nordirlandese
- 21 luglio - Joseph Zada, attore australiano
- 22 luglio - Hossam Essadak, calciatore marocchino
- 23 luglio - Yaël Mouanga, calciatore francese
- 23 luglio - Jozef Solymosy, nuotatore artistico slovacco
- 23 luglio - Aurora Vicini, altista italiana
- 24 luglio - Cam Christie, cestista statunitense
- 24 luglio - José Pachuca, calciatore messicano
- 25 luglio - Nathan Camargo, calciatore brasiliano
- 25 luglio - Pierce Gagnon, attore statunitense
- 25 luglio - Rodrigo Mederos, calciatore uruguaiano
- 26 luglio - Matvej Kisljak, calciatore russo
- 26 luglio - Sawyer Reed, sciatore alpino statunitense
- 26 luglio - Angelina Topić, altista serba
- 27 luglio - Pacôme Dadiet, cestista francese
- 27 luglio - Kenneth Igboke, calciatore nigeriano
- 27 luglio - Wang Haoyu, nuotatore cinese
- 28 luglio - Sina Arnet, saltatrice con gli sci svizzera
- 28 luglio - Eduard Kim, nuotatore artistico kazako
- 28 luglio - David Planka, calciatore ceco
- 28 luglio - Flavio Vitale, sciatore alpino francese
- 30 luglio - Oriane Jaillardon, nuotatrice artistica francese
- 30 luglio - Thomas Jungbauer, calciatore dominicano
- 30 luglio - V.J. Edgecombe, cestista bahamense
- 31 luglio - Guillermo Borthagaray, calciatore uruguaiano
- 31 luglio - Jovan Milošević, calciatore serbo

## Agosto(63)
- 1º agosto - Thomas Chaix, sciatore alpino francese
- 1º agosto - Yarin Levi, calciatore israeliano
- 1º agosto - Tomoyuki Matsushita, nuotatore giapponese
- 1º agosto - Julia Tannheimer, biatleta tedesca
- 3 agosto - Kon Knueppel, cestista statunitense
- 3 agosto - Aleksandar Stanković, calciatore serbo
- 4 agosto - Milla Grosberghaugen Andreassen, fondista norvegese
- 4 agosto - Angeline Bertinelli, nuotatrice artistica francese
- 5 agosto - Emilio Aristizábal, calciatore colombiano
- 5 agosto - Dino Prižmić, tennista croato
- 5 agosto - Alexandra Rexová, sciatrice alpina slovacca
- 6 agosto - Matthew Brennan, ciclista su strada e pistard britannico
- 6 agosto - Kristian Fletcher, calciatore statunitense
- 7 agosto - Travis Mutyaba, calciatore ugandese
- 8 agosto - Alysa Liu, pattinatrice artistica su ghiaccio statunitense
- 9 agosto - Victoria Jiménez Kasintseva, tennista andorrana
- 10 agosto - Jadson Alves de Lima, calciatore brasiliano
- 10 agosto - Rameshbabu Praggnanandhaa, scacchista indiano
- 10 agosto - Elena Riederer, sciatrice alpina austriaca
- 10 agosto - Tidjane Salaün, cestista francese
- 10 agosto - Sunny Suljic, attore e skater statunitense
- 10 agosto - Nikola Topić, cestista serbo
- 11 agosto - Wisdom Amey, calciatore italiano
- 11 agosto - Déo Bassinga, calciatore congolese (Repubblica del Congo)
- 11 agosto - German Ignatov, calciatore russo
- 11 agosto - Marta Robežniece, slittinista lettone
- 13 agosto - Liam Jessop, calciatore gibilterriano
- 13 agosto - Klavdija Petrivna, cantante ucraina
- 15 agosto - Semih Kılıçsoy, calciatore turco
- 15 agosto - Cornelia Öhlund, sciatrice alpina svedese
- 16 agosto - Lautaro Millán, calciatore argentino
- 16 agosto - Santiago Rublico, calciatore filippino
- 17 agosto - Sydney Turner, ginnasta canadese
- 17 agosto - Elías de León, calciatore uruguaiano
- 18 agosto - Stanley Buzek, sciatore alpino statunitense
- 18 agosto - Matheus Gonçalves, calciatore brasiliano
- 18 agosto - Gottfrid Rapp, calciatore svedese
- 19 agosto - Carla Lazzari, cantante francese
- 19 agosto - Inti López, calciatore uruguaiano
- 22 agosto - Kang Ye-seo, cantante e attrice sudcoreana
- 22 agosto - Stilijana Nikolova, ginnasta bulgara
- 23 agosto - Júlia Soares, ginnasta brasiliana
- 25 agosto - Valentin Atangana Edoa, calciatore francese
- 25 agosto - Karel Pérez, calciatore cubano
- 26 agosto - Giovani Chiaverano, calciatore argentino
- 26 agosto - Baran Ali Gezek, calciatore turco
- 26 agosto - Aiden Lovekamp, attore statunitense
- 26 agosto - Jayden Addai, calciatore olandese
- 26 agosto - Tomás Pérez, calciatore argentino
- 27 agosto - Artur Maidanov, nuotatore artistico kazako
- 27 agosto - Alejandro Severo, calciatore uruguaiano
- 27 agosto - Frederick Zhao, giocatore di badminton australiano
- 28 agosto - Arjan Malić, calciatore sloveno
- 29 agosto - Agustín Albarracín, calciatore uruguaiano
- 29 agosto - Mamadou Sarr, calciatore francese
- 30 agosto - Mariam Ahmed, nuotatrice artistica egiziana
- 30 agosto - Milan Aleksić, calciatore serbo
- 30 agosto - Elena Pridankina, tennista russa
- 30 agosto - Carlos Richards, calciatore gibilterriano
- 30 agosto - Alberto Risco, calciatore spagnolo
- 31 agosto - Sayaka Ishii, tennista giapponese
- 31 agosto - Fabio Luque Notaro, calciatore liechtensteinese
- 31 agosto - Martín Abel Rodríguez, calciatore cubano

## Settembre(51)
- 1º settembre - Ariana Geerlings, tennista spagnola
- 1º settembre - Leo Landrø, sciatore freestyle norvegese
- 1º settembre - Jakub Menšík, tennista ceco
- 2 settembre - Valeriya Stolbunova, nuotatrice artistica kazaka
- 2 settembre - Amelija Volyns'ka, nuotatrice artistica ucraina
- 4 settembre - Santiago Lencina, calciatore argentino
- 5 settembre - Emilia Herzgsell, sciatrice alpina austriaca
- 5 settembre - Yu Yiting, nuotatrice cinese
- 6 settembre - Adriano Jagušić, calciatore croato
- 6 settembre - Laurens van Hoepen, pilota automobilistico olandese
- 7 settembre - Assane Diao, calciatore senegalese
- 8 settembre - Wei Lun Zhao, cestista cinese
- 9 settembre - Charles-Antoine Goulet, sciatore alpino canadese
- 10 settembre - Shuichiro Shigeno, snowboarder giapponese
- 11 settembre - Chen Yuxi, tuffatrice cinese
- 11 settembre - Mobin Dehghan, calciatore iraniano
- 11 settembre - Yismaw Dillu, mezzofondista etiope
- 12 settembre - Árpád Kovács, velocista ungherese
- 13 settembre - Adrian Mazilu, calciatore rumeno
- 15 settembre - Hugh Barter, pilota automobilistico australiano
- 15 settembre - Shin Min-ha, calciatore sudcoreano
- 16 settembre - Giuliana Chiara Filippi, atleta paralimpica italiana
- 16 settembre - Moa Landström, sciatrice alpina svedese
- 16 settembre - Exequiel Mereles, calciatore uruguaiano
- 17 settembre - Jakub Lewicki, calciatore polacco
- 17 settembre - Mihnea Rădulescu, calciatore rumeno
- 18 settembre - Michail Rjadno, calciatore russo
- 19 settembre - Lewis Koumas, calciatore gallese
- 20 settembre - Jason Drucker, attore statunitense
- 21 settembre - Renzo Machado, calciatore uruguaiano
- 21 settembre - Erza Muqoli, cantante francese
- 21 settembre - Alisson Santana, calciatore brasiliano
- 21 settembre - Jordan Yang, giocatore di badminton australiano
- 22 settembre - Mamadou Diakhon, calciatore francese
- 22 settembre - Cheng Yujie, nuotatrice cinese
- 22 settembre - Adyson, calciatore brasiliano
- 23 settembre - Jobe Bellingham, calciatore inglese
- 23 settembre - Haruna Rasid Njie, calciatore gambiano
- 24 settembre - Martin Georgiev, calciatore bulgaro
- 24 settembre - Jack Spencer, sciatore alpino svizzero
- 25 settembre - Alexis Fretes, calciatore paraguaiano
- 25 settembre - Lotte Keukelaar, calciatrice olandese
- 25 settembre - Ranjuo Tomblin, nuotatore artistico britannico
- 27 settembre - Lior Kassa, calciatore israeliano
- 27 settembre - Óscar Perea, calciatore colombiano
- 28 settembre - Adam Daghim, calciatore danese
- 28 settembre - Gabriel Moscardo, calciatore brasiliano
- 30 settembre - Tadeáš Hájovský, calciatore slovacco
- 30 settembre - Thomas Jørgensen, calciatore danese
- 30 settembre - Sondos Mohamed, nuotatrice artistica egiziana
- 30 settembre - Ava Stewart, ginnasta canadese

## Ottobre(60)
- 1º ottobre - Daniel Dardha, scacchista belga
- 1º ottobre - Matteo Sioli, altista italiano
- 2 ottobre - Marvin Young, calciatore olandese
- 2 ottobre - Diego van Oorschot, calciatore olandese
- 3 ottobre - Iona Anderson, nuotatrice australiana
- 3 ottobre - Alfonso de Luca, calciatore uruguaiano
- 4 ottobre - Emanuele del Belgio, principe belga
- 4 ottobre - Noah Edjouma, calciatore francese
- 5 ottobre - Bobbi Jo Griffin, sciatrice alpina statunitense
- 5 ottobre - Serena Ottaviani, ginnasta italiana
- 5 ottobre - Noah Nartey, calciatore danese
- 6 ottobre - Othmane Maamma, calciatore marocchino
- 6 ottobre - Ginevra Moretti, calciatrice italiana
- 7 ottobre - Maja Hagemann, calciatrice danese
- 7 ottobre - Dar'ja Kozyreva, attivista russa
- 7 ottobre - Elías Montiel, calciatore messicano
- 7 ottobre - Mezgebu Sime, mezzofondista etiope
- 7 ottobre - Lulu Wilson, attrice statunitense
- 8 ottobre - Alison Mackie, fondista canadese
- 9 ottobre - Xu Huiyan, sincronetta cinese
- 10 ottobre - Juan David Arizala, calciatore colombiano
- 11 ottobre - Pontus Dahbo, calciatore svedese
- 12 ottobre - Andrew August, ciclista su strada e ciclocrossista statunitense
- 12 ottobre - Luc de Fougerolles, calciatore canadese
- 13 ottobre - Belmar Joseph, calciatore haitiano
- 14 ottobre - Johan Manzambi, calciatore svizzero
- 14 ottobre - Vojin Serafimović, calciatore serbo
- 14 ottobre - Jovan Šljivić, calciatore serbo
- 15 ottobre - Cristiano di Danimarca, principe danese
- 15 ottobre - Megumi Field, nuotatrice artistica statunitense
- 16 ottobre - Kyle Kelly, calciatore nevisiano
- 16 ottobre - Jase Richardson, cestista statunitense
- 17 ottobre - Jerónimo Dómina, calciatore argentino
- 17 ottobre - Shay Liberman, pallavolista brasiliano
- 17 ottobre - Deng Yawen, ciclista di BMX cinese
- 18 ottobre - Juan Cortazzo, calciatore argentino
- 19 ottobre - Liu Qingyi, danzatrice cinese
- 20 ottobre - Filippo Turconi, ciclista su strada italiano
- 21 ottobre - Leah Hayes, nuotatrice statunitense
- 21 ottobre - Madeleine Sylvester-Davik, sciatrice alpina norvegese
- 22 ottobre - Abdoul Ouattara, calciatore ivoriano
- 23 ottobre - Taiga Hasegawa, snowboarder giapponese
- 23 ottobre - Euan McCabe, tuffatore britannico
- 23 ottobre - Anna Milerská, fondista ceca
- 23 ottobre - Alex Tóth, calciatore ungherese
- 24 ottobre - Jeremy Agbonifo, calciatore svedese
- 24 ottobre - Maximiliano Pinela, calciatore uruguaiano
- 25 ottobre - Santino Andino, calciatore argentino
- 25 ottobre - Vanja Dmitrienko, cantante e attore russo
- 25 ottobre - Liv Hovde, tennista statunitense
- 26 ottobre - Ibrahim Al-Hassan, calciatore qatariota
- 26 ottobre - Elias Baum, calciatore tedesco
- 27 ottobre - Sandro Manser, sciatore alpino svizzero
- 27 ottobre - Valeria Parra Telegina, nuotatrice artistica spagnola
- 27 ottobre - Taylah Preston, tennista australiana
- 28 ottobre - Dimitri Jepihhin, calciatore estone
- 29 ottobre - Kendra Giesbrecht, sciatrice alpina canadese
- 29 ottobre - José Antonio Rueda, pilota motociclistico spagnolo
- 30 ottobre - Lucas Pino, calciatore uruguaiano
- 31 ottobre - Leonor di Borbone-Spagna, principessa spagnola

## Novembre(42)
- 2 novembre - Mateo Telechea, calciatore uruguaiano
- 3 novembre - Viktor Damjanić, calciatore croato
- 4 novembre - Sabil Hansen, calciatore danese
- 4 novembre - Camilla von Lattorff, calciatrice liechtensteinese
- 5 novembre - Emanuel Paniagua, calciatore boliviano
- 10 novembre - Kirill Glebov, calciatore russo
- 10 novembre - Dujuan Richards, calciatore giamaicano
- 11 novembre - Can Uzun, calciatore tedesco
- 11 novembre - Ben Doak, calciatore scozzese
- 11 novembre - Alex Dunne, pilota automobilistico irlandese
- 11 novembre - Alexander Simmelhack, calciatore danese
- 12 novembre - Andrei Borza, calciatore rumeno
- 12 novembre - Ximena Ortiz Montano, nuotatrice artistica messicana
- 12 novembre - Zhou Yaqin, ginnasta cinese
- 13 novembre - Jarno Widar, ciclista su strada belga
- 13 novembre - Leny Yoro, calciatore francese
- 14 novembre - Aleksej Koltakov, calciatore russo
- 15 novembre - Roony Bardghji, calciatore svedese
- 15 novembre - Pablo Suárez, calciatore uruguaiano
- 15 novembre - Oleksandr Zheltyakov, nuotatore ucraino
- 16 novembre - Dominique Malonga, cestista camerunese
- 16 novembre - Mariam Mamadashvili, cantante georgiana
- 18 novembre - Mélissa Béthi, calciatrice algerina
- 18 novembre - Miloš Luković, calciatore serbo
- 18 novembre - Lia McHugh, attrice statunitense
- 18 novembre - Malick Yalcouyé, calciatore ivoriano
- 19 novembre - Luka Tunjić, calciatore bosniaco
- 20 novembre - Abdul Aziz Issah, calciatore ghanese
- 20 novembre - Gustavo Nunes, calciatore brasiliano
- 20 novembre - Santiago Villarreal, calciatore argentino
- 21 novembre - Roger Fernandes, calciatore guineense
- 21 novembre - Jesús Rodríguez Caraballo, calciatore spagnolo
- 23 novembre - José Nabil Ondo, calciatore equatoguineano
- 24 novembre - Kuma Girma, mezzofondista etiope
- 24 novembre - Ibrahim Maza, calciatore tedesco
- 24 novembre - Gitanjali Rao, inventrice statunitense
- 24 novembre - Selīna Zvilna, slittinista lettone
- 25 novembre - Rabby Nzingoula, calciatore francese
- 26 novembre - Carter Bryant, cestista statunitense
- 26 novembre - Luo Rui, ginnasta cinese
- 29 novembre - Diogo Guzmán, calciatore argentino
- 30 novembre - Mattia Taiti, hockeista su pista italiano

## Dicembre(55)
- 1º dicembre - Zonta van den Goorbergh, pilota motociclistico olandese
- 1º dicembre - Rúben Furtado, calciatore portoghese
- 2 dicembre - Kamil Cybulski, calciatore polacco
- 2 dicembre - Learner Tien, tennista statunitense
- 2 dicembre - Charlie Wurz, pilota automobilistico austriaco
- 3 dicembre - Amaury Morales, calciatore messicano
- 3 dicembre - Sverre Magnus di Norvegia, principe norvegese
- 4 dicembre - Petra Marčinko, tennista croata
- 5 dicembre - Anna Marie Jaklová, fondista ceca
- 5 dicembre - Andy Rojas, calciatore costaricano
- 5 dicembre - Giulia Vetrano, nuotatrice italiana
- 6 dicembre - Daria Atamanov, ginnasta israeliana
- 7 dicembre - Fabricio Pérez, calciatore argentino
- 7 dicembre - Maykon Jesus, calciatore brasiliano
- 8 dicembre - Javokhir Sindarov, scacchista uzbeko
- 9 dicembre - Divya Deśmukh, scacchista indiana
- 10 dicembre - Kyliegh Curran, attrice statunitense
- 10 dicembre - Ivan Demidov, hockeista su ghiaccio russo
- 10 dicembre - Lu Wei, tuffatrice cinese
- 10 dicembre - Jeremías Lucco, calciatore argentino
- 11 dicembre - Arijon Ibrahimović, calciatore tedesco
- 12 dicembre - Oliver Scarles, calciatore inglese
- 14 dicembre - Nicole Arlia, tennistavolista italiana
- 14 dicembre - Mia Sinclair Jenness, attrice statunitense
- 14 dicembre - Shirin Abdullaeva, cantante e attrice uzbeka († 2025)
- 15 dicembre - Tiantsoa Rakotomanga Rajaonah, tennista francese
- 16 dicembre - Clement Bischoff, calciatore danese
- 16 dicembre - Raphaelle Gauthier, nuotatrice artistica australiana
- 16 dicembre - Kosta Nedeljković, calciatore serbo
- 16 dicembre - Leo Sauer, calciatore slovacco
- 16 dicembre - Niama Pape Sissoko, calciatore maliano
- 16 dicembre - Owen Vaccaro, attore statunitense
- 17 dicembre - Joseph Sabobo Banda, calciatore zambiano
- 18 dicembre - Calista Liu, nuotatrice artistica statunitense
- 18 dicembre - Matteo Pérez Vinlöf, calciatore svedese
- 19 dicembre - Yael Padilla, calciatore messicano
- 20 dicembre - Colin Heathcock, schermidore statunitense
- 20 dicembre - Lexis Cournoyer, sciatore alpino canadese
- 20 dicembre - Jesús Duarte, calciatore venezuelano
- 20 dicembre - Hafiz Umar Ibrahim, calciatore nigeriano
- 20 dicembre - Christy Maalouf, calciatrice libanese
- 21 dicembre - Elisabeth Creighton, sciatrice alpina canadese
- 22 dicembre - Kotaro Fukuoka, giocatore di go giapponese
- 22 dicembre - Raunak Sadhwani, scacchista indiano
- 22 dicembre - Matthias Schwarzbacher, ciclista su strada e ciclocrossista slovacco
- 23 dicembre - Paul Wanner, calciatore tedesco
- 25 dicembre - Oleksij Sereda, tuffatore ucraino
- 25 dicembre - Thomas Sorber, cestista statunitense
- 27 dicembre - Christian Nwachukwu, calciatore nigeriano
- 27 dicembre - Roberto Rajčev, calciatore bulgaro
- 29 dicembre - Davide Bartesaghi, calciatore italiano
- 30 dicembre - Mads Bomholt, calciatore danese
- 30 dicembre - Ulrich Chomche, cestista camerunese
- 30 dicembre - Ian Matteoli, snowboarder italiano
- 31 dicembre - Mamadou Sané, calciatore senegalese